# Wiesław Bokajło
Wiesław Józef Bokajło (ur. 3 kwietnia 1946) – polski politolog, historyk, dr hab. nauk humanistycznych, profesor zwyczajny Instytutu Politologii i Katedry Studiów Europejskich Wydziału Nauk Społecznych Uniwersytetu Wrocławskiego, Instytutu Stosunków Międzynarodowych Wydziału Nauk Społecznych i Dziennikarstwa Dolnośląskiej Szkoły Wyższej, Instytutu Nauk Ekonomicznych Wydziału Ekonomii i Zarządzania Akademii Polonijnej w Częstochowie i Wyższej Szkoły Bankowej we Wrocławiu.

## Życiorys
Jest absolwentem Liceum Ogólnokształcącego nr III im. Adama Mickiewicza we Wrocławiu (1964) i studiów historycznych na Uniwersytecie Wrocławskim (1969). W latach 1972–1980 pracował w Międzywydziałowym Studium Nauk Politycznych Wyższej Szkoły Ekonomicznej (od 1974 Akademii Ekonomicznej) we Wrocławiu. W 1975 obronił na UWr. pracę doktorską Polityka wschodnia CDU/CSU w latach 1963-1966 napisaną pod kierunkiem Mariana Orzechowskiego. 24 października 1994 habilitował się na podstawie dorobku naukowego i pracy zatytułowanej Proces narodowościowej transformacji Dolnoślązaków do początków XX wieku. 24 stycznia 1997 nadano mu tytuł profesora w zakresie nauk humanistycznych. Od 1980 pracował w Instytucie Nauk Politycznych UWr..
Został zatrudniony na stanowisku profesora w Katedrze Politologii Wyższej Szkole Zarządzania i Finansów we Wrocławiu, oraz objął funkcję profesora zwyczajnego w Instytucie Politologii, i w Katedrze Studiów Europejskich na Wydziale Nauk Społecznych Uniwersytetu Wrocławskiego, w Instytucie Stosunków Międzynarodowych na Wydziale Nauk Społecznych i Dziennikarstwa Dolnośląskiej Szkoły Wyższej, w Instytucie Nauk Ekonomicznych na Wydziale Ekonomii i Zarządzania Akademii Polonijnej w Częstochowie oraz w Wyższej Szkole Bankowej we Wrocławiu.
Był kierownikiem Katedry Studiów Europejskich Wydziału Nauk Społecznych Uniwersytetu Wrocławskiego.

## Odznaczenia
W 2018 roku został odznaczony Brązową Odznaką Honorową Wrocławia.